# Bahamaanolis
Der Bahamaanolis (Anolis sagrei, Syn.: Norops sagrei, Anolis greyi, A. ordinatus) ist eine Art aus der Gruppe der Leguanartigen.

## Beschreibung

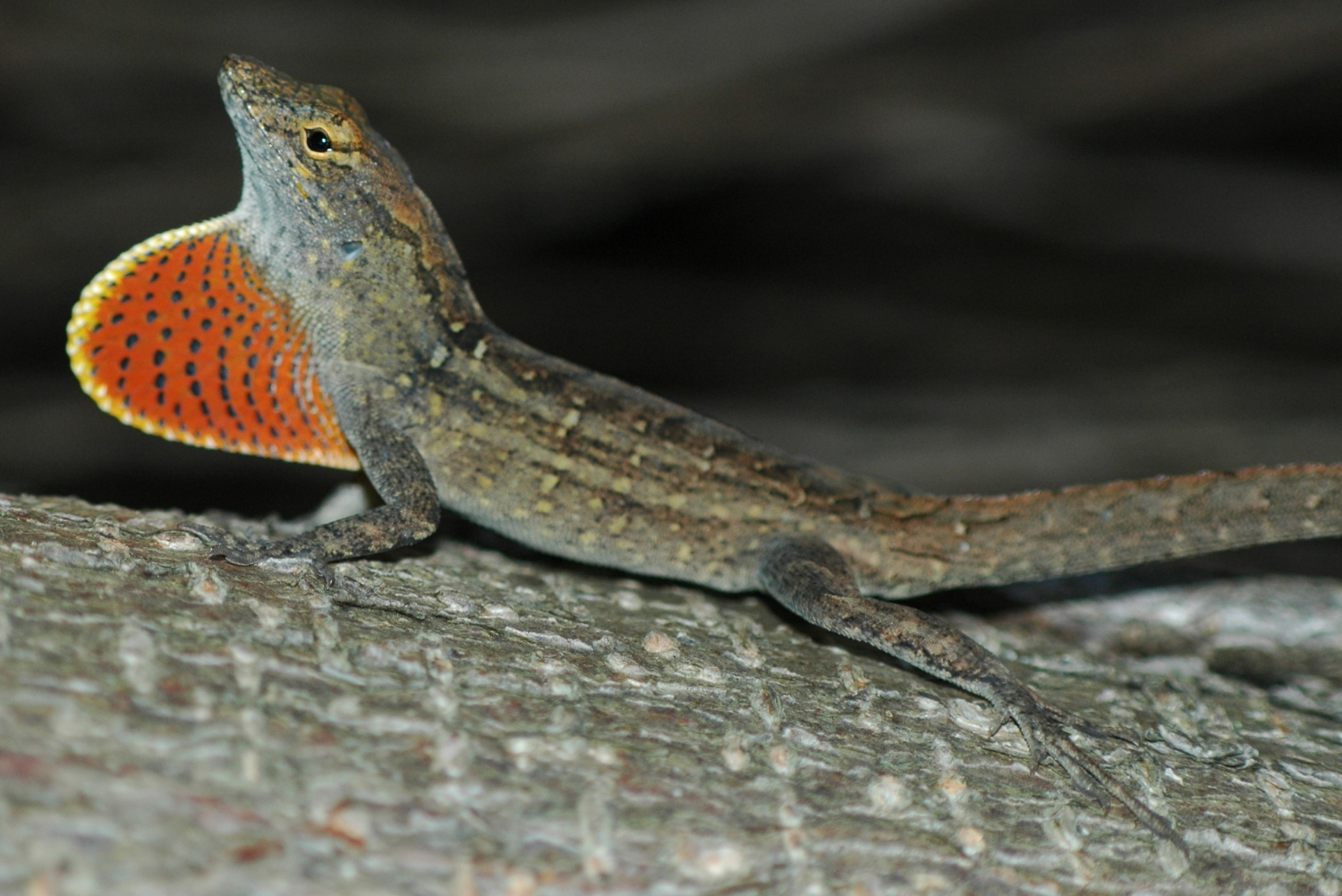
Ein Bahamaanolis in Florida

Der Bahamaanolis hat im Gegensatz zu seinem Verwandten, dem lebhaft grün gefärbten Rotkehlanolis, einen braunen Grundton, der sich in vielen hellen und dunklen, bis hin zu schwarzen Tönen nuanciert. Ihr Rückenmuster ist wesentlich ausgeprägter als beim Rotkehlanolis und kann stellenweise gelb-weißliche Flecken aufweisen.
Mit einer Körperlänge bis zu 18 Zentimeter (Männchen) bzw. 17 Zentimeter (Weibchen) zählt der Bahamaanolis zu den kleinen Anolisarten. Der Bahamaanolis ist im Vergleich zum Rotkehlanolis etwas größer und besonders die Männchen wirken vom Körperbau wesentlich massiver als ihre Verwandten. Ihr Kopf ist kürzer und breiter als der des Rotkehlanolis.
Die Männchen haben einen stark ausgeprägten Kehlsack, der zur Balz, als Imponiergehabe, Drohgebärde oder zum Sonnen aufgestellt werden kann. Das Weibchen besitzt einen minimal ausgeformten Kehlsack.

## Verbreitung
Der Bahamaanolis besiedelt einige Karibik-Inseln, darunter Kuba und die namensgebenden Bahamas. Die auf Kuba lebende Unterart Norops sagrei sagrei wird von der Unterart Norops sagrei ordinatus auf den Bahamas unterschieden.
Diese Anolisart wurde auch auf anderen Inseln wie Jamaika und Grand Cayman sowie auf dem nord- und mittelamerikanischen Festland, z. B. in Belize, Honduras und Mexiko eingeschleppt. Besonders gut untersucht ist die Ausbreitung in den USA, ausgehend von Florida. Sogar auf Hawaii und auf der ostasiatischen Pazifikinsel Taiwan gibt es inzwischen Bahamaanolis.
Die Art ist sehr anpassungsfähig und kommt daher auch mit dem kühleren Klima in Florida gut klar. Das führte dazu, dass sie sich auch in den Norden bis in die Bundesstaaten Georgia, Louisiana und Texas ausbreiten konnte. Es wird angenommen, dass der Anolis auch durch den Transport auf Lastkraftwagen verbreitet wird, da sich Populationen im Norden oft zuerst in der Nähe von Autobahnraststätten finden lassen. Der Bahamaanolis kommt jedoch hauptsächlich ganz im Süden von Florida und auf den sogenannten Florida Keys in Mangrovenwäldern an der Küste vor. Er verdrängt in Florida den dort einheimischen Rotkehlanolis.

## Lebensweise
Auch wenn Anolis sagrei gut klettern kann, hält er sich meist nur in geringen Höhen auf, die Männchen sitzen bis zu einem Meter über dem Boden, wo sie mit dem Kopf nach unten auf Beute lauern. Sie besetzen Reviere, die in der Natur durchschnittlich rund 37 Quadratmeter umfassen und im Umkreis der Bäume oder Hecken liegen, auf denen sie sich vorwiegend aufhalten.

### Ernährung
Die Tiere decken ihren Wasserbedarf hauptsächlich über Tautropfen, die sie von Blättern lecken, selten trinken sie aus stehenden Gewässern. Der Hauptbestandteil der Nahrung sind Insekten, sie fangen Heimchen, Grillen, Spinnen, Falter und vor allem Fliegen, ernähren sich aber auch von Insektenlarven, Würmern und Schnecken. Sie fressen auch kleinere Eidechsen und junge Anolis anderer Arten sowie die bei der Häutung abgeworfenen Hautteile und Eidechseneier. Manchmal nehmen sie auch frisches Obst zu sich.

### Lebenszyklus
Die Jungen schlüpfen nach rund 29 Tagen aus dem Ei, dies hängt jedoch auch von den Umweltbedingungen wie Temperatur und Luftfeuchtigkeit ab. Nach dem Schlüpfen im frühen Juni haben die Jungtiere eine Größe von 15 bis 18 Millimetern.
Die Jungen wachsen sehr rasch und erreichen die Geschlechtsreife im folgenden Jahr. In nördlichen Breiten, beispielsweise in Florida, stirbt der größte Teil einer Population im folgenden Winter, erreicht also weniger als 18 Monate Lebensdauer. Bei günstigen Bedingungen kann der Bahamaanolis aber mehrere Jahre alt werden.

## Haltung
Da das aufgenommene Wasser vor allem vom Tau der Blätter stammt, sollten, wenn kein Nebler im Terrarium vorhanden ist, die Pflanzen regelmäßig besprüht werden. Dennoch sollte auch eine Trinkschale bereitgestellt werden. Die Luftfeuchtigkeit ist auch für die Häutung von großer Wichtigkeit, da eine zu trockene Haut nicht vollständig abgestreift werden kann, was über den Augen die Sehfähigkeit beeinträchtigt und damit zum Verhungern führt.
Anolis benötigen Kalk und Vitamine als Futterzugabe, daher sollten die Futtertiere vor der Fütterung mit Kalk-/Vitaminpulver bestäubt werden, um eine ausreichende Nährstoffversorgung zu gewährleisten. Jungtiere fressen nur sehr kleine Insekten (Micro-Heimchen etc.). Es ist insgesamt angeraten Anolis kleine Futtertiere anzubieten, da sie diese besser verdauen und der Futterreiz beim Verfüttern größer ist. Es kann täglich gefüttert werden, dreimal wöchentlich ist aber ausreichend.

## Taxonomie
Das Artepitheton sagrei wurde zu Ehren des in den 1820er Jahren in Kuba wirkenden und später nach Frankreich emigrierten Naturwissenschaftlers und Politikers Ramón de la Sagra gewählt und müsste folglich sagrai heißen. Der Schreibfehler aus der Erstbeschreibung wird jedoch nach den Regeln des ICZN beibehalten.